# 北京市第二中学通州分校
39°54′35″N 116°41′38″E / 39.909727°N 116.694°E
北京市第二中学通州分校是一家教育部门主办的完全中学，位于北京市通州区潞城镇三元村东（现属通运街道）。